# Estat del Nil

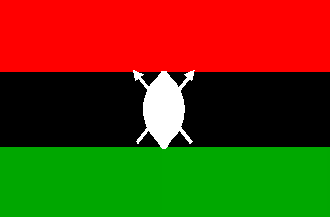
Bandera

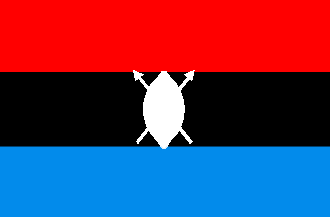
Bandera (possiblement de la facció Anyidi

L'estat del Nil fou el nom del govern provisional del sud del Sudan a l'exili a Kampala, adoptat el 1969, i que va existir fins al 1970.
El 1965 la Sudan National African Union (SANU) o Unió Nacional Africana del Sudan, es va dividir en dos sectors, l'interior dirigit per William Deng, i la SANU exterior dirigida per Joseph Oduhu i Aggrey Jaden, que es van exiliar a Kampala. Oduhu es va separar i llavors Aggrey Jaden va rebatejar l'organització com Front d'Alliberament Africà del Sudan (FAAS); Oduhu va crear el Front d'Alliberament d'Azània el juny de 1965 i a l'agost les dues organitzacions es van reunir i van decidir aliar-se. El desembre de 1965 Oduho va assolir el lideratge (per ser més conegut a l'exterior) i Jaden va ser nomenat vicepresident, i es va decidir que l'organització unida es diria Front d'Alliberament d'Azània.
Es va acordar crear una branca política i traslladar les activitats a l'interior; llavors es va crear el Govern Nacional Provisional del Sud del Sudan el 15 d'agost de 1967. El dia 18 d'agost es va aprovar l'adopció de la primera bandera nacional.
El govern va estar presidit per Aggrey Jaden, de l'ètnia bari. El parlamentari Saturnino Lohure va participar en la fundació però aviat va anar a la guerrilla fins que al cap de poc, el mateix 1967, fou mort per les forces ugandeses quan creuava la frontera. Oduhu va agafar el comandament (però sobre el terreny el principal comandant era Emilio Tafeng o Emidio Taffeng) i Jaden va restar al front del govern fins a final de 1968 quan va abandonar el moviment acusant-lo d'estar dominat per una camarilla dinka i es va instal·lar a Nairobi. El va substituir Camilio Dhol, un dinka que va convocar una convenció a Bulgo-Bingi (a la frontera del Sudan amb el Zaire) pel març de 1969.
El març de 1969 la convenció de Bulgo-Bindi va canviar de nom el govern provisional a Govern Nacional Provisional del Nil i va proclamar l'Estat del Nil, nom que pretenien donar al Sud del Sudan i que es va justificar perquè no recordava al Sudan) i va agafar la direcció de l'estat i govern Gordon Mourtat Mayen, un dinka. Els noms d'Azània, Fashoda i Nolòtia pel bou estat foren finalment descartats.
Després del cop d'estat de Numeyri (maig del 1969), i la declaració en què s'oferia l'autogovern pel sud, alguns membres de l'organització van acceptar i van anar a Khartum. Barri Wanjo, el ministre d'afers exterior del Nil, va denunciar aquest moviment i va reconèixer que el Front d'Alliberament d'Azània estava inactiu els últims temps.
El 15 de juliol Eliaba Suru, anomenat ministre de Finances, anunciava la deposició del govern pel general Emilio Tafeng o Emidio Taffeng (comandant en cap del govern provisional del Nil) i el 15 de setembre de 1969 es va establir el Govern Revolucionari Anyidi dirigit per Tafeng, que agafava el nom de l'antiga factoria comercial d'Anyidi a Equatoria. Jaden va ser inclòs en aquest govern, aparentment sense ser consultat, però va refusar la seva participació; per la seva banda Mourtat Mayen va denegar haver estat enderrocat; el mateix estiu Mayen va anunciar que estava disposat a parlar amb Khartum però que la independència era innegociable; el novembre va anunciar que iniciava la guerra convencional i que Tafeng seria capturat; aquest però va restar al camp fins a l'abril del 1970.
Després d'aquestes lluites els azande, decebuts, van formar el seu propi govern amb el suport del coronel Samuel Abu John, comandant de la zona (Qquatoria occidental), anomenat Govern Revolucionari del Riu Sue, sota la presidència de Michel tawil, que va proclamar la república del Sue i va declarar que el govern provisional del Nil era una camarilla dinka (Tawil i Abu van actuar principalment per motius tribals).
Encara va sorgir una altra facció: Ezbon Mondiri Gwanza, el fundador del Partit Federal, va formar el seu propi govern que va anomenar Govern del Sudan Azània a l'Àfrica Oriental.
Amb tot això els militars sobre el terreny dirigits per Lagu, que havia acceptat la posició de comandant en cap dins del Fron d'Alliberament d'Azania original i després el mateix unit, es va distanciar. Lagu preferia operar com a Anya Anya (després coneguts com a Anya Anya I) i la part civil s'anomenava en conjunt com Moviment d'Alliberament del Sudan del Sud.
Després de les converses amb el govern sudanès, el govern provisional es va dissoldre el 23 de juliol de 1970.
La seva bandera fou comunicada per Francois Chaurel, de "Le Figaro", a Lucien Philippe, el 25 de juny de 1969; i d'altra banda la va obtenir Karl Fachinger el 26 d'agost de 1971. En ambdós casos s'indica la franja inferior com verda. En poder del vexil·loleg Francois Burgos hi ha una foto amb aquesta bandera, on es veu clarament que la franja inferior és blava. Podria ser que una de les dues (probablement la de franja blava) fos del govern Anyidi dirigit per Tafeng, i l'altra del govern dirigit per Mayen.

## Nota
1. ↑  Foreign policy trends in Southern Sudan per John G. Nyout Yoh, pàg 26[Enllaç no actiu]